# Direccionalitat (biologia molecular)

Un digrama d'una molècula de furanosa (anell d'un sucre) amb els àtoms de carboni etiquetats utilitzant la notació estàndard.

La direccionalitat en biologia molecular i bioquímica, es refereix a l'orientació química de punta a punta d'un sol filament d'àcid nucleic. La convenció química de nomenar els àtoms de carboni en la pentosa dels nucleòtids numèricament el confereix els noms d'extrem 5' i extrem 3'. La posició relativa d'estructures al llarg d'un filament d'àcid nucleic, incloent els centres d'unió de gens i diverses proteïnes, normalment s'anomenen com: upstream (contra corrent) si és cap a l'extrem 5', o downstream (riu avall) si és cap a l'extrem 3'.
La importància d'establir aquesta convenció de nom rau en el fet que els àcids nucleics només poden ser sintetitzats in vivo en una direcció 5' a 3'; donat que la polimerasa utilitzada per ensamblar nous filaments ha d'unir un nou nucleòtid al grup 3'-hidroxil (-OH) a través d'un enllaç fosfodièster. Per convenció, les seqüències de filaments simples d'ADN o ARN s'escriuen en direcció 5' a 3'.

## Extrem 5'
L'extrem 5'- (pronunciat "cinc prima") designa l'extrem d'un filament d'ADN o ARN que coincideix amb el grup fosfat del cinquè carboni de la respectiva ribosa o desoxyribosa terminal. Un grup fosfat unit a l'extrem 5' permet lligar dos nucleòtids. Treure el 5'-fosfat evita la lligació. Per prevenir lligats indesitjats d'àcids nucleòtics. Els biòlegs moleculars comunament treuen el 5'-fosfat amb una fosfatasa.

## Extrem 3'

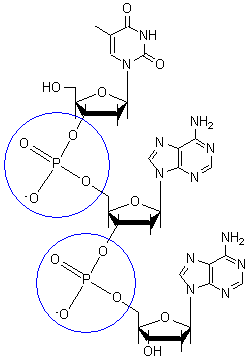
Diagrama d'enllaços fosfodièster (encerclat) entre nucleòtids.

L'extrem 3'- (pronunciat "tres prima") d'un filament s'anomena així perquè acaba en el grup hidroxil.
Aquest extrem d'un filament de DNA o RNA coincideix amb el grup hidroxil del tercer carboni de la respectiva ribosa o desoxirribosa terminal.